# Heidi Reichinnek
Heidi Reichinnek (ˈhaɪdi ˈʁaɪçinɛk ;  1988. április 19.) német politikus, a Bundestag tagja. 2024 februárja óta a Bundestag egyik baloldali frakcióvezetője. Jan van Akennel együtt ő a Baloldali Párt (Die Linke) vezető jelöltje a 2025-ös szövetségi választáson.

## Politikai pályafutása
A 2021-es szövetségi választáson Osnabrück város választókerületében indult és az állami listán beválasztották a Bundestagba.
2024 februárjában Sören Pellmann mellett a baloldal újjászervezett Bundestag-csoportjának társvezetőjévé választották.
A 2025-ös német szövetségi választáson a baloldal két vezető jelöltjének egyikeként jelölték Jan van Akennel együtt. 2025 januárban és februárban a beszédei, amelyben elítélte Friedrich Merzt, a szélsőjobboldali Alternatíva Németországért párttal való együttműködéséért, vírusként terjedt a közösségi médiában és – főleg a fiatalok körében – nagy népszerűségre tett szert. Ezzel együtt pártja támogatása is megemelkedett. A kampányszereplései és beszédei megnőttek, és a Die Tageszeitung napilap a párt "médiasztárjaként" emlegette őt.